# جمعية الشوكولاتة والبسكويت والحلويات (كاوبسكو)
جمعية الشوكولاتة والبسكويت والحلويات ( (بالفرنسية: Association Communautaire des Industries de la Chocolaterie, Biscuiterie)‏ CAOBISCO هي جمعية صناعات أوروبا.  تأسست الجمعية عام 1959 في باريس ، ويقع مقرها في بروكسل منذ عام 1985.

## الاهمية
يتمثل دور جمعية الشوكولاتة والبسكويت والحلويات (كاوبسكو) في تسهيل فهم صانعي القرار الأوروبيين وأصحاب المصلحة حول الدور الذي يلعبه مصنعو ومنتجات الشوكولاتة والبسكويت والحلويات الأوروبية في الاقتصاد الأوروبي . كما تعمل كمنصة للحوار والتواصل مع المؤسسات الأوروبية فيما يتعلق بالمسائل العلمية والتنظيمية والقضايا الاقتصادية والاستدامة. يشمل أعضاء كاوبسكو جمعيات وطنية في أوروبا بالإضافة إلى شركات أعضاء مباشرة.

## الأنشطة
تشمل مجالات الأنشطة كاوبسكو:
- إصلاحات السياسة الزراعية المشتركة
- تأمين مستلزمات المواد الخام عالية الجودة
- تحرير التجارة، بما في ذلك الرسوم الجمركية الحواجز وغير الجمركية
- مصادر المواد الخام المسؤولة والمستدامة
- تحسين الإنتاجية والجودة
- قانون الغذاء
- سلامة الغذاء

## الروابط الخارجية
- الموقع الرسمي
- منظمة العمل الدولية
- CEN (اللجنة الأوروبية للتوحيد القياسي) نسخة محفوظة 30 ديسمبر 2020 على موقع واي باك مشين.
- FoodDrinkEurope. أوروبا
- مبادرة الكاكاو المستدامة
- شوكوكليك